# Central Flying School
Pour les articles homonymes, voir CFS.
Ne doit pas être confondu avec Central Flying School RAAF.
La Central Flying School (CFS) est la principale institution de la Royal Air Force pour la formation des instructeurs de vol militaire. Fondée en 1912 à l'aérodrome d'Upavon, c'est la plus ancienne école de pilotage existante. L'école était basée à la RAF Little Rissington (en) de 1946 à 1976. Sa devise est Imprimis Praecepta, en latin, traduit « L'enseignement est éternel ».
L'école gère actuellement une série d'escadrons d'entraînement et l'équipe de démonstration de la RAF.